# Arsita
Arsita község (comune) Olaszország Abruzzo régiójában, Teramo megyében.

## Fekvése
A megye déli részén fekszik. Határai: Bisenti, Castel del Monte, Castelli, Farindola és Penne.

## Története
Első írásos említése a 10. századból származik. Önálló községgé a 19. század elején vált, amikor a Nápolyi Királyságban felszámolták a feudalizmust.

## Népessége
A népesség számának alakulása:

## Főbb látnivalói
- San Vittoria-templom